# Chiến tranh giành độc lập châu Mỹ Tây Ban Nha
Chiến tranh giành độc lập châu Mỹ Tây Ban Nha (tiếng Tây Ban Nha: Guerras de independencia hispanoamericanas; 25 tháng 9 năm 1808 - 29 tháng 9 năm 1833) là tên gọi chỉ chung các cuộc binh biến diễn ra ở châu Mỹ thuộc Tây Ban Nha đầu thế kỷ 19, khơi mào bởi nhiều phe phái khác nhau tại các thuộc địa nhằm mục đích ly khai khỏi mẫu quốc Tây Ban Nha. Chuỗi xung đột này nổ ra dường như ngay sau khi Napoleon đem quân đánh chiếm bán đảo Iberia. Vì vậy, nó thường được coi là mở màn với trận Chacaltaya (1809), nay thuộc Bolivia, và khép lại tại trận Tampico (1829), nay thuộc Mexico.
Sự kiện Napoléon Bonaparte phế truất hoàng gia Tây Ban Nha vào năm 1808 (còn gọi là sự kiện Bayonne thoái vị) đã dấy lên tư tưởng tự do và khao khát tự do trên khắp lãnh thổ rộng lớn của Đế quốc Tây Ban Nha. Mầm mống xung đột manh nha khởi phát vào năm 1809, bắt đầu với những chính quyền junta ngắn ngủi được thành lập ở Chuquisaca, La Paz và Quito chống lại bộ máy Junta Trung ương Tối cao tại Sevilla. Đầu năm 1810, hàng loạt chính quyền junta mới nổi lên khắp mọi miền châu Mỹ sau khi Junta Trung ương rơi vào tay quân xâm lược Pháp. Tuy rằng nhiều khu vực thuộc địa phản đối các chính sách đưa ra bởi vương quyền tại mẫu quốc, "rất ít kẻ muốn một nền độc lập hoàn toàn; thực chất lại có nhiều ý kiến ủng hộ sự thành lập một Junta Trung ương Tây Ban Nha với vai trò lãnh đạo cuộc kháng chiến chống Pháp." Hầu hết phái ủng hộ các chính quyền tự xưng chỉ coi đó là cách duy nhất để bảo toàn nền độc lập của Tây Ban Nha khỏi Pháp. Mặc dù đã có nghiên cứu cho rằng bản sắc Mỹ Tây Ban Nha ("creole", tạm dịch là lai tạp) đã thoát khỏi gốc gác Iberia tiền thân của nó, độc lập chính trị chắc chắn không phải mục đích của phần lớn người dân Mỹ gốc Tây Ban Nha, và không nhất thiết là điều tất yếu. Phải chú ý rằng xung đột này vốn bắt nguồn từ phong trào Tự do nổi lên ở cả hai bán cầu, và là một xung đột giữa những người tại mẫu quốc muốn một chế độ quân chủ nhất thể và những người ở các thuộc địa Mỹ châu muốn một chế độ quân chủ đa nguyên.
Cuối năm 1810, Cortes de Cádiz và các chính quyền junta châu Mỹ phế bỏ Ferdinand VII của Tây Ban Nha (khi đó đang bị cầm tù) theo tư tưởng quyền vua thấp hơn quyền tối cao của nhân dân. Điều này đã châm ngòi cho cuộc chiến giữa phe Bảo hoàng và phe Ái quốc, với kết quả cuối cùng quyết định sự toàn vẹn lãnh thổ của đế quốc Tây Ban Nha. Năm 1814, Napoléon thừa nhận thất bại của ông tại Iberia và ký kết hiệp ước Valençay với Tây Ban Nha, Ferdinand VII phục ngôi sau một cuộc đảo chính thành công và tái thiết nền quân chủ chuyên chế. Ferdinand ra sức đàn áp phe Tự do tại chính quốc và bãi bỏ Hiến pháp 1812 của Cadiz, song vẫn không hoàn toàn khống chế được mầm mống cách mạng. Phần lớn Hải quân Tây Ban Nha đã bị hủy diệt trong cuộc kháng chiến chống Napoléon, do vậy hạm đội bấy giờ chỉ có thể hỗ trợ các đoàn viễn chinh nhỏ sang châu Mỹ để tham chiến dẹp loạn. Năm 1820, đạo quân Tây Ban Nha dưới trướng Rafael Riego tạo phản, tuyên bố khôi phục Trienio Liberal, và chấm dứt mối đe dọa xâm lược Río de la Plata và Venezuela; sự kiện này tuy vậy không ảnh hưởng mấy đến lập trường chống ly khai của Tây Ban Nha, hệ quả là phe Bảo hoàng tại Châu Mỹ dần dần sụp đổ. Trong suốt mấy thập kỷ tới, các đạo quân Ái quốc giành nhiều thắng lợi vang dội trước phái Bảo hoàng. Lục đục chính trị tại Tây Ban Nha cộng với sự thiếu thốn quân lực và ngân khố đã thuyết phục nhân dân Mỹ gốc Tây Ban Nha về việc chính thức kiến thiết nền độc lập khỏi nước mẹ. Tại Tây Ban Nha, quân Pháp thuộc Liên minh Thần thánh đánh dẹp chính quyền tự do và tái lập Ferdinand VII lên ngôi vua; Pháp tiếp tục chiếm đóng Tây Ban Nha cho đến năm 1828.
Các cuộc xung đột quân sự này được tiến hành dưới cả hai hình thức chiến tranh không quy ước lẫn chiến tranh quy ước. Những trận chiến ban đầu chỉ mang tính bộc phát cục bộ, rồi lan rộng và biến tướng thành những cuộc nội chiến ly khai giành độc lập khỏi Tây Ban Nha. Ngoài ra, các cuộc chiến đã dẫn đến sự hình thành các đường biên giới mới dựa trên ranh giới phân chia hành chính thời thuộc địa, rốt cuộc sẽ đúc kết thành các quốc gia độc lập tại Mỹ Latinh vào đầu thế kỷ 19. Cuba và Puerto Rico vẫn nằm dưới ách thống trị của Tây Ban Nha cho đến tận khi chiến tranh Tây Ban Nha–Mỹ bùng nổ vào năm 1898. Tuy vậy, phong trào giành độc lập tại Mỹ Tây Ban Nha không thực sự có tầm ảnh hưởng như một phong trào chống thực dân. Cuộc chiến đã khiến Chế độ quân chủ Tây Ban Nha suy yếu và các Quốc gia mới được thành lập. Chế độ nô lệ chưa được bãi bỏ hoàn toàn, song các nước cộng hòa mới ngay lập tức đoạn tuyệt với hệ thống đẳng cấp chủng tộc casta, Tòa án Dị giáo và các tước vị quyền quý của chế độ cũ. Người criollo (tức những người gốc Tây Ban Nha sinh ra ở Tân Thế giới) và mestizo (tức những người mang dòng máu lai giữa thổ dân châu Mỹ và Tây Ban Nha) thay thế các vị trí trong bộ máy chính quyền vốn thuộc về người Tây Ban Nha. Không kể mặt pháp lý, người criollo vẫn giữ vị thế khá uy tín trong một cấu trúc xã hội lưu tồn một số nét truyền thống văn hóa cũ. Trong một thế kỷ sau khi giành được độc lập, các cuộc chiến xảy ra ở châu Mỹ Tây Ban Nha, về bản chất, thường là những tranh chấp giữa các đảng phái chính trị Bảo thủ và Tự do nhằm đảo ngược hoặc làm sâu sắc thêm những thay đổi xã hội-chính trị đã được khơi mào trước đó.
Các sự kiện ở Mỹ châu Tây Ban Nha có mối quan hệ gần gũi với các cuộc chiến tranh giành độc lập ở các thuộc địa cũ của Pháp như St. Domingue và Haiti. Ngoài ra nó cũng có liên quan đến quá trình chuyển đổi sang độc lập ở Brasil, đặc biệt là bởi lẽ nền độc lập của Brasil có nhiều điểm tương đồng với Mỹ châu thuộc Tây Ban Nha, chẳng hạn như hiệu ứng dây truyền gây ra bởi cuộc xâm lược bán đảo Iberia của Napoléon, sự kiện mà đã khiến cho hoàng gia Bồ Đào Nha phải chạy nạn sang Brasil vào năm 1807. Hơn nữa, quá trình giành độc lập của Mỹ Latinh diễn ra trong bầu không khí chính trị-trí thức chung khởi nguồn với các tư tưởng tự do Thời đại Khai sáng tại châu Âu, điều mà cũng gây ảnh hưởng đến tất cả các cuộc Cách mạng Đại Tây Dương đương thời, bao gồm cả các cuộc cách mạng ở Hoa Kỳ và Pháp. Song nguyên nhân trực tiếp dẫn đến các cuộc chiến tranh giành độc lập tại khu vực này là những diễn triển độc đáo trong nội bộ Vương quốc Tây Ban Nha khởi xướng bởi hội Cortes de Cadiz.

## Bối cảnh lịch sử
Phải chú ý rằng khao khát độc lập chính trị không nhất thiết là điềm báo cho cơn hỗn loạn chính trị ở Mỹ Tây Ban Nha. Sử gia David Bushnell nhận xét: “Có rất ít mối quan tâm đến sự độc lập hoàn toàn.” Hai nhà sử học R.A. Humphreys và John Lynch bình chú: “rất dễ đánh đồng các lực lượng của sự bất mãn hoặc thậm chí các lực lượng của sự thay đổi với các lực lượng của công cuộc cách mạng.” Vì rằng, theo lời sử gia Jeremy Adelman, “về định nghĩa, không tồn tại lịch sử độc lập cho đến khi nó đã xảy ra," tức là cho tới khi Mỹ Tây Ban Nha thực sự giành được độc lập thì những lời giải thích cho lý do tại sao nó ra đời mới được kiếm tìm. Về cơ bản, các cuộc chiến tranh giành độc lập tại Mỹ Latinh hầu như được dẫn dắt bởi số đông cộng đồng người châu Âu chống lại đế quốc châu Âu.

### Cải cách kinh tế và hành chính
Có một số yếu tố đã được xác định là điều đã góp phần kích động các phong trào độc lập. Thứ nhất, việc gia tăng quyền kiểm soát của Vương quyền đối với các lãnh thổ hải ngoại của họ thông qua cải cách Bourbon vào giữa thế kỷ 18 đã dẫn đến những thay đổi trong mối quan hệ của người Mỹ gốc Tây Ban Nha với người Tây Ban Nha chính gốc. Thay vì nhắc đến các lãnh thổ hải ngoại như "các phó quốc/đô đốc phủ" với vị thế bán độc lập, giờ đây chúng lại được gọi là các "thuộc địa" trực thuộc Tây Ban Nha. Nhằm siết chặt quyền thống trị đối với các vấn đề hành chính và kinh tế hải ngoại, Tây Ban Nha tái thiết hệ thống bổ nhiệm người peninsular, tức những người sinh thành ở chính quốc, sang châu Mỹ để cai trị thay mặt cho nhà vua. Do vậy, giới tinh hoa Mỹ gốc Tây Ban Nha cảm thấy bất mãn do Vương quyền Tây Ban Nha không tôn trọng thông lệ cho người criollos sinh ra ở châu Mỹ lên nắm quyền.
Vương triều Bourbon đã ban hành nhiều chính sách duy quân chủ và thế tục hóa nhằm suy giảm quyền lực của Giáo hội Công giáo La Mã, đáng chú ý nhất là vụ trục xuất các tu sĩ Dòng Tên vào năm 1767, khiến nhiều thành viên creole của dòng tu này bị lưu đày vĩnh viễn. Chỉ bằng cách hạn chế quyền lực của Giáo hội, triều đình Tây Ban Nha mới có thể kiểm soát tập trung hệ thống thuộc địa Mỹ Latinh. Sở dĩ do khoảng tiệm cận về mặt tư tưởng của giới giáo sĩ, họ có thể tạo ảnh hưởng và thao túng tính tương tác giữa các nhóm dân cư Mỹ Latinh, vì vậy rất đáng giá trong vai trò cố vấn.

### Tái cơ cấu quân đội
Các cuộc chiến tranh quốc tế vào nửa sau thế kỷ 18 đã làm lộ rõ những khó khăn của Tây Ban Nha trong việc bảo vệ và hậu thuẫn các thuộc địa hải ngoại của mình. Điều này khiến các địa phương, nhất là Chilê, phải tự chu cấp việc quốc phòng và ngày càng nhiều người sinh ra tại Chilê gia nhập lực lượng dân quân. Điều này hoàn toàn đi ngược lại lý tưởng của chế độ quân chủ tuyệt đối tập trung. Chính quyền Tây Ban Nha cũng nhượng bộ các cộng đồng bản địa để tăng cường khả năng phòng thủ: Tại quần đảo Chiloé, quan chức Tây Ban Nha thỏa ước sẽ giải phóng người bản địa khỏi các encomienda nếu họ chịu chuyển tới định cư tại thành Ancud (được thành lập năm 1768) và giúp người Tây Ban Nha bảo vệ nó. Việc đẩy mạnh tổ chức phòng thủ ở các địa phương rốt cuộc khiến tầm ảnh hưởng của các thủ phủ thuộc địa bị lấn át và thúc đẩy phong trào giành độc lập.

## Chú giải
1. ^ Cuộc xâm lược lần thứ nhất vùng Banda Oriental bởi quân đội Bồ Đào Nha cầm đầu bởi Diogo de Sousa diễn ra vào năm 1811, khu vực mà dưới thời thực dân bị tranh chấp giữa Tây Ban Nha và Bồ Đào Nha. Không ủng hộ sự hủy diệt của chính phủ độc lập tại Buenos Aires. Vào năm 1816 ông trẩy quân thôn tính vùng Banda Oriental một lần nữa thông qua chiến dịch quân sự kéo dài đến tận năm 1820.
2. ^ Giai đoạn dựng nước là khoảng thời gian hỗn loạn, đa dạng và khác biệt giữa từng quốc gia non trẻ mới hình thành. Rất nhiều quốc gia được hình thành vào giai đoạn đầu của cuộc chiến, rồi chúng tiếp tục trải qua nhiều sự biến chính trị khác nhau. Nguyên do là bởi sự can thiệp của phe bảo hoàng và các cuộc nổi dậy bất mãn chế độ theo đó (ví dụ các trường hợp tại Chile và Venezuela), và cũng một phần bởi sự tạo dựng của các chính thể liên hiệp giữa các nước độc lập (chẳng hạn như Đại Colombia và Đế quốc Mexico).
3. ^ Bảy quốc gia không được công nhận khai sinh vào thời điểm cuộc chiến giành độc lập: Chile, Đại Colombia (Venezuela và Tân Granada), México, Paraguay, Bolivia đòi quyền tự quyết khỏi các Tỉnh Thống nhất của Río de la Plata và Peru.
4. ^ Mexico trong giai đoạn củng cố được tổ chức theo thể chế đế quốc từ năm 1821-1823. Sau khi đế chế sụp đổ, Mexico được tái lập thành nền cộng hòa và các lãnh thổ Trung Mỹ từng thuộc đế chế được tái tổ chức thành các chính thể gọi chung là các Tỉnh Thống nhất của Trung Mỹ.
5. ^ Quân đội Hoàng gia Tây Ban Nha cũng đã tham chiến bên phe Mexico, bởi vì Đại tá người criollo Agustín de Iturbide từng làm phản và hưởng ứng phong trào giành độc lập.
6. ^ Trong suốt cuộc chiến, quân đội Các Tỉnh Thống nhất chia làm ba đạo chính đánh ở các mặt trận và các thời điểm khác nhau: đạo quân đối đầu với phe Bảo hoàng tại Montevideo, Đạo quân phương Bắc và Đạo quân Andes. Trên biển, chính phủ độc lập thành lập lực lượng hải quân vào năm 1811, song bị tiêu diệt vào cùng năm, vì vậy vào năm 1813 một hạm đội hải quân thứ hai được thành lập và hoạt động cho đến chiến thắng quyết định vào năm 1814.
7. ^ Năm 1817, sau chiến thắng của phe độc lập tại Chacabuco và sự phục hồi của chính phủ Chile theo đó, Quân đội Chile lại được tái lập, kề vai sát cánh cùng Quân đội Andes quanh vùng trung tâm-phía nam của Chile. Sau đó, hai đội quân này liên kết thành Đoàn viễn chinh Giải phóng Peru, mặc dù một phần quân Chile vẫn đóng tại quê nhà cho tới khi lãnh thổ được củng cố. Trên biển, giữa năm 1817-1818 hải quân Chile (Hải đội Chile thứ nhất) được thành lập và hoạt động cho đến cuối cuộc chiến.
8. ^ Trong giai đoạn củng cố, chính phủ Mexico sở hữu lực lượng lục quân có tên là Quân đội Ba Bảo Đảm và lực lượng Hải quân Mexico trên biển.
9. ^ Bao gồm các thủy thủ và binh lính từ Vương quốc Anh. Đồng thời, người Anh cũng hỗ trợ đạn dược, vũ khí và thuyền chiến.[28][29]
10. ^ Chính quyền Texas Độc lập Đầu tiên, 1813. Hiệu kỳ màu lục là lá cờ đầu tiên của Texas độc lập.[30]